# Prometna nesreča
Prometna nesreča je nesreča na javni cesti in nekategorizirani cesti, ki je dana v uporabo za cestni promet, v kateri je bilo udeleženo vsaj eno premikajoče se vozilo in je v njej ena ali več oseb umrlo, bilo telesno poškodovanih ali je nastala gmotna škoda. (Zakon o pravilih cestnega prometa, Url. l. RS št. 109/10, 109 člen). Ali še drugače: prometna nesreča je dogodek v prometu, kadar vozilo trči z drugim vozilom, pešcem, živaljo, v ovire na cesti, kot so drevesa, skale,.... V prometni nesreči so lahko povzročene poškodbe ali smrt ljudem ali živalim ali samo materialna škoda.
Vzroki za prometne nesreče so različni in so povezani na relaciji voznik-vozilo-okolje. Pri vozniku so to: motivacija, izkušnje, karakter, čutila in možgani (reakcija) in psihofizično stanje. Pri vozilu: zmožnosti vozila (plin, zavore, menjalnik, elektronska pomagala,...) in spremembe stanja (okvare, obraba). Okolje pa zaznamuje: trasa in stanje ceste, drugi udeleženci v prometu in vremenski pogoji. V nesrečah pride tako do smrti, invalidnosti kot tudi do finančnih stroškov tako za družbo kot za posameznega udeleženca.
Udeleženec v prometni nesreči je vsaka fizična oseba, ki je s svojim ravnanjem pripomogla, da je prišlo do nesreče, in vsakdo, ki je v nesreči utrpel škodo, bil telesno poškodovan ali zaradi posledi nesreče umrl.

## Tipi prometnih nesreč
Glede na posledice, prometne nesreče lahko delimo na:
- nesreče I. kategorije - so nesreče, pri katerih je nastala samo gmotna škoda;
- nesreče II. kategorije - so nesreče, pri katerih je ena ali več oseb lahko telesno poškodovanih;
- nesreče III. kategorije - so nesreče, pri katerih je ena ali več oseb hudo telesno poškodovanih;
- nesreče IV. kategorije - so nesreče, pri katerih je kdo umrl ali je umrl za posledicami prometne nesreče v 30 dneh;

## Klasifikacija
Prometne nesreče je mogoče razvrstiti po najpogostejših tipih v: 
- čelno trčenje,
- trčenje v zadnji del,
- bočno trčenje,
- trčenje z ovirami na cesti
- prevračanje in
- zdrs vozila.

Nadaljnja delitev je glede na lokacijo v prostoru:
- v naselju/izven naselja,
- na cesti s fizično ločenimi smernimi vozišči (avtocesta, hitra cesta, drugo)
- na dvopasovni cesti
- na kolesarski poti, stezi, pasu
- v križišču, na odprti cesti, na objektu, v predoru
- vožnja v nasprotni smeri

Opredelitev po času: med tednom, ob koncu tedna, v koničnih urah, podnevi, ponoči, v mraku, kot tudi poleti, pozimi.
Delitev glede na vremenske pogoje:
- v suhem vremenu,
- v mokrem vremenu,
- megla,
- sneženje,
- poledica
- burja

## Vzroki prometnih nesreč
Najpogostejši vzrok nastanka prometnih nesreč je nepravilno in neprimerno ravnanje uporabnikov cest, šele za njimi so drugi vzroki kot: neustrezni projektno – tehnični elementi ceste, neustrezna izvedba in/ali vzdrževanje, neprimerna ali neustrezna prometna signalizacija, tehnično pomankljiva vozila, težave, povezane s tovornim prometom (nepravilno varovan ali naložen tovor, kemične reakcije tovora) in ne nazadnje nesrečen splet okoliščin, ki pogosto izhaja ravno iz vsega omenjenega.
Poročilo OECD (Strategies de securite routiere en rase campagne, OECD, 1999) navaja, da je nepravilno ravnanje uporabnikov cest vzrok za 95 % vseh nesreč v cestnem prometu. V Evropski Uniji (EU) k vsaki tretji nesreči s smrtnim izidom prispevata cestna infrastruktura in konstrukcija cest (Spremljevalni dokument k Predlogu direktive Evropskega parlamenta in Sveta o izboljšanju varnosti cestne infrastrukture, TRANS 260 CODEC 1095).

### Človeški faktor
Človeški faktor vključuje vse možnosti povezane z vozniki in drugimi udeleženci v prometu. To so: sluh in vid, sposobnost odločanja in reakcijski čas.
Najpogostejši vzroki za prometne nesreče zaradi krivde voznika so: neprilagojena hitrost, napačna stran/smer vožnje, neupoštevanje pravil prednosti, nepravilno prehitevanje, neustrezna varnostna razdalja, psihofizično stanje voznika.
Obstajajo razlike v demografski strukturi udeležencev v prometnih nesrečah. Na primer, mladi ljudje več tvegajo in se na ta način izpostavljajo bolj nevarnim situacijam kot drugi udeleženci v prometu. Starejši vozniki, s počasnejšimi reakcijami zato, ker vozijo manj in so bolj previdni, ne odstopajo v udeležbi pri nesrečah.

#### Hitrost
Različne analize prometnih nesreč navajajo, da je prevelika hitrost najpogostejši vzrok za prometne nesreče. 
- tveganje za nesrečo se poveča tako za vozila, ki potujejo počasneje od povprečne hitrosti kot za tiste, ki potujejo nad povprečno hitrostjo.
- tveganje za poškodbe narašča eksponentno z večanjem hitrosti.
- posledica nesreče je odvisna od spremembe hitrost vozila.

#### Psihofizično stanje voznika
Psihofizično stanje voznika opisujejo dejavniki, ki preprečujejo vozniku da na vožnji ravna v skladu s svojim znanjem. Vzroki za poslabšanje stanja so: alkohol, droge ali druge substance, poslabšanje vida ali druge telesne okvare.

#### Utrujenost
Utrujenost (kot so: izčrpanost, zaspanost, ravnodušnost) je stanje zmanjšane sposobnosti za telesno in umsko delo. Fizična utrujenost je nezmožnost za nadaljevanje delovanja na ravni posameznikovih normalnih sposobnosti. Pogosto je posledica stresa, pomanjkanja počitka, slabih življenjskih navad in enoličnega, obremenjujočega dela. Utrujenost je nespecifičen simptom in ima veliko možnih vzrokov. Utrujenost se pojavi vedno, kadar smo telesno ali duševno preobremenjeni.

#### Uporaba drog
Uporaba drog se nanaša na zdravila na recept, predvsem antihistaminiki, opiati in druga zdravila, kot na prepovedane droge.

#### Zunanje motnje
Na voznikovo pozornost moteče vplivajo različni zvoki, kot so pogovori in uporaba mobilnega telefona med vožnjo. Številne države že omejujejo ali prepovedujejo uporabo nekaterih vrst telefonov v avtu. Tudi glasba lahko vpliva na voznikovo zbranost. Glasba na primer lahko pomirja, lahko pa tudi odvrača pozornost, preglasna preglasi zvoke drugih udeležencev v prometu (signal reševalnega vozila,...). Hard rock lahko spodbudi voznika, da pospeši svojo vožnjo in tako ustvarja potencialno nevarno situacijo na cesti.

#### Kombinacije dejavnikov
Več različnih vzrokov lahko privede do nevarnih situacij. Na primer: 
- Kombinacija nizkega odmerka alkohola in marihuane reseje vpliva na voznikove vozne lastnosti kot vsako zase,
- Ob priporočenih odmerkih več zdravil skupaj, ki posamično ne povzročajo okvar, skupaj lahko povzročajo zaspanosti ali druge okvare.

To je najbolj opazno pri starejših voznikih, saj je delovanje ledvic pri manj učinkovito kot mlajših osebah. Vse to velja seveda tako za pešče in kolesarje kot za voznike motornih vozil.

### Oblikovanje cest
Analize prometnih nesreč kažejo, da je za zelo majhen odstotek prometnih nesreč kriva samo "slaba cesta". Običajno gre za skupek različnih vzrokov, kot so vremenski pogoji, časovni del dneva, gostota prometa, cestno okolje in podobno, ki dodatno pripomorejo k slabšanju stanja voznih razmer.
Skrbno načrtovanje in vzdrževanje cest, dobro oblikovana križišča in druge prometne površine, prepoznavnost naprav za nadzor prometa pa močno izboljšajo možnost za preprečitev nesreč.
V Evropi je trenutno izvajajo EuroRAP testi, ki pokažejo, kje so šibke točke - potencialno nevarna mesta - na cestah, ki bi jih bilo potrebno izboljšati, da bi zmanjšali možnosti za prometne nesreče.

### Oblikovanje in vzdrževanje vozil
Raziskave so pokazale, da uporaba varnostnega pasu za dve tretjini zmanjša posledice prometne nesreče s smrtnim izidom. Podobno gre naprej razvoj zaščite pred posledicami trkov tako oseb v vozilih kot peščcev. V avtomobilski industriji nenehno izboljšujejo in razvijajo nove rešitve za: zračne blazine, naprave proti blokiranju koles, vpliv sunkov, stranski paneli, nasloni za glavo, pnevmatike, gladki in deformabilnih sprednji deli, odbijači, žarometi, itd.
Dobro načrtovana in dobro vzdrževana vozila, z dobrimi zavorami, ustreznimi pnevmatikami in prilagojenim vzmetenjem ter sodobnimi elektronskimi pomagali je možno bolje nadzorovati v kritičnih situacijah in s tem preprečiti trčenja. Večina držav predpisuje periodične tehnične preglede vozil v izogib možnim okvaram.

### Mladi
Statistični podatki izkazujejo predvsem večjo pojavnost nesreč in smrtnih žrtev med najstniškimi in vozniki v ugodnjih dvajsetih letih. Pri voznikih je več moških kot žensk. V tej skupini se zgodi največ nesreč v prvem letu po pridobljenem vozniškem dovoljenju. Zaradi tega so mnoge države sprejele politiko nične tolerance, kar pomeni, da ima vsaka kršitev v prvih šestih mesecih do enega leta za posledico samodejni odvzem dovoljenja. Nobena država razen ZDA ne omogoča pridobitve vozniškega dovoljenja pred 14 letom starosti.

### Starejši
Za starejše voznike veljajo v različnih državah različne ureditve. Ne glede na to pa se po, z zakonom določeni zgornji starostni meji, zahteva od voznikov poseben zdravstveni pregled pred podaljšanjem vozniškega dovoljenja. To se izda za omejeno krajšo dobo trajanja, ko je potrebna ponovna kontrola.

### Motoristi
Posebno kategorijo glede na izpostavljenost in posledice prometnih nesreč, predstavljajo motoristi. Pomembna je uporaba zaščitnih sredstev in vožnja razmeram na cesti primerna.

## Prometne nesreče v Sloveniji
| Leto | št. prom. nesreč | umrli | hudo tel. pošk. | lahko tel. pošk. |
| ---- | ---------------- | ----- | --------------- | ---------------- |
| 2000 | 39.533           | 315   | 2.722           | 9.006            |
| 2001 | 39.722           | 278   | 2.481           | 10.384           |
| 2002 | 39.733           | 269   | 1.571           | 12.538           |
| 2003 | 41.319           | 242   | 1.411           | 15.487           |
| 2004 | 43.136           | 274   | 1.396           | 17.662           |
| 2005 | 31.669           | 259   | 1.295           | 13.424           |
| 2006 | 32.130           | 262   | 1.261           | 15.368           |
| 2007 | 31.001           | 294   | 1.305           | 15.185           |
| 2008 | 23.310           | 214   | 1.101           | 11.625           |
| 2009 | 20.833           | 171   | 1.059           | 11.275           |
| 2010 | 21.428           | 139   | 874             | 9.480            |
| 2011 | 23.015           | 141   | 921             | 8.813            |
| 2012 | 22.037           | 130   | 848             | 8.300            |
| 2013 | 18.888           | 125   | 708             | 8.024            |

- do 12.februarja 2014 je na cestah umrlo 6 ljudi

NZ - ni znano

## Ekonomski stroški
Po naročilu Direkcije Republike Slovenije za ceste je družba Omegaconsult d.o.o. v letih 1999 in 2002 izvedla razvojno-raziskovalno nalogo z naslovom “Vrednotenje prometnih nesreč na cestah v Republiki Sloveniji”. Iz študije izhajaja naslednja struktura stroškov (velja za leto 1998).